# Innocenty XII
Innocenty XII (łac. Innocentius XII, właśc. Antonio Pignatelli; ur. 13 marca 1615 w Spinazzola, zm. 27 września 1700 w Rzymie) – włoski duchowny katolicki, 242. papież w okresie od 12 lipca 1691 do 27 września 1700.

## Życiorys

### Wczesne życie
Pochodził ze szlacheckiego rodu neapolitańskiego, był jednym z piątki dzieci Francesca Pignatelliego i Porzii Carafy. Studiował nauki prawne w Kolegium Jezuickim w Rzymie, gdzie obronił doktorat utroque iure. Pracował w prałaturze w Rzymie, pełnił od pontyfikatu Urbana VIII liczne funkcje kościelne; był wicelegatem w Urbino, inkwizytorem na Malcie, gubernatorem Viterbo, referendarzem Trybunału Sygnatury Apostolskiej. W październiku 1652 został mianowany arcybiskupem tytularnym Larissy i skierowany do pracy w dyplomacji papieskiej. Był kolejno nuncjuszem w Toskanii (1652–1660), Polsce (1660–1668) i Austrii (1668–1671). Następnie został arcybiskupem Lecce (4 maja 1671), następnie Faenzy (12 stycznia 1682) i w końcu Neapolu (30 września 1686). Był też sekretarzem Kongregacji ds. Biskupów i Zakonników (1673–1675) i prefektem Domu Papieskiego (1675–1681).
W 1681 papież Innocenty XI mianował go kardynałem, nadając tytuł prezbitera San Pancrazio. Jako kardynał był (od 1682) członkiem sześciu kongregacji kurialnych:
- Kongregacji ds. Biskupów i Zakonników
- Kongregacji ds. Rezydencji Biskupów
- Kongregacji ds. Stanu Zakonnego
- Kongregacji Rozkrzewiania Wiary
- Kongregacji ds. Wizytacji Apostolskich
- Świętej Konsulty.

Pełnił też funkcję legata apostolskiego (gubernatora) w Bolonii przez trzyletnią kadencją (1684–87). W kwietniu 1687 otrzymał paliusz i osiadł w swej stolicy arcybiskupiej w Neapolu.

### Wybór na papieża
Konklawe 1691 ciągnęło się ponad pięć miesięcy. Podczas obrad opozycyjne frakcje: procesarska i profrancuska były podzielone wewnętrznie. W wyniku przeciągających się obrad i męczących upałów, wybrany został kandydat kompromisowy Antonio Pignatelli. Przyjął imię Innocentego XII i został koronowany 15 lipca 1691.

### Pontyfikat
22 czerwca 1692 ogłosił bullę Romanum decet Pontificem, w której określił szereg regulacji skierowanych przeciw powszechnej w czasie poprzednich pontyfikatów praktyce nepotyzmu; dopuścił m.in. możliwość mianowania członkiem Kolegium Kardynałów tylko jednego krewnego papieża oraz ograniczył dochody takiego kardynała. Poza tym rozbudował instytucje dobroczynne, wśród nich szpital św. Michała dla biednych i schronisko w Pałacu Laterańskim dla bezrobotnych i potrzebujących.
W polityce międzynarodowej, papież doprowadził do zbliżenia z Ludwikiem XIV. Król Francji potrzebował uzyskać poparcie papieża w kwestii tronu hiszpańskiego. W tym celu anulował artykuły gallikańskie i nakazał biskupom, którzy je podpisali, wycofać sygnatury. W odpowiedzi, Innocenty rozszerzył prawa regaliów Ludwikowi i reaktywował kler francuski, w 1693, kończąc ponad dziesięcioletni impas. Działania papieża były krytycznie oceniane przez Leopolda I – cesarz krytykował Rzym, a aroganckie zachowanie jego ambasadorów doprowadziło do poważnego kryzysu w relacjach Kościół-cesarstwo. Sukcesem papieża okazała się inicjatywa podczas podpisywania Traktatu w Rijswijk, gdzie Stolica Apostolska nie miała reprezentanta. Mimo tego, udało się wprowadzić żądanie, by w państwach, rządzonych przez protestantów, wiara katolicka została zachowana. Pod koniec pontyfikatu napotkał problem obsadzenia tronu Hiszpanii, po śmierci wyznaczonego do sukcesji kandydata przez bezdzietnego króla, Karola II. Cesarz Leopold wysunął swojego kandydata – Karola VI, lecz papież ostatecznie poparł wnuka Ludwika XIV – Filipa V, który objął tron jeszcze tego samego roku.
W kwestiach religijnych, papież ponownie w 1694 roku, potępił 5 tez jansenistycznych wziętych z dzieła Korneliusza Jansena. Za namową króla Francji, papież wydał orzeczenie ws. mistyczki Madame Guyon, popieranej przez arcybiskupa François Fénelona. W 1699 papież potępił tezy Fenelona, lecz nie potępił traktatu o przeznaczeniu Celestino Sfondratiego.

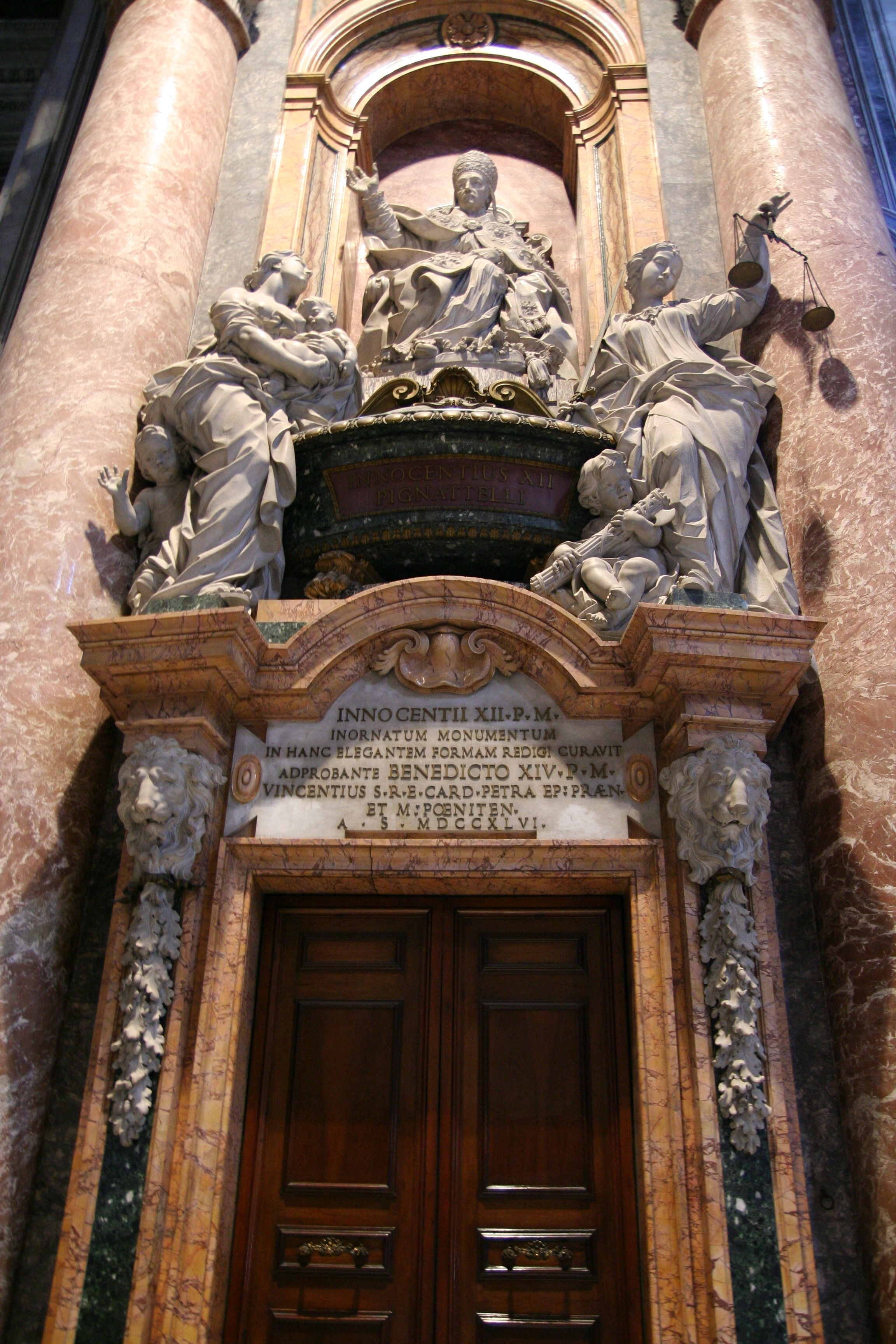
Grób Innocentego XII w Bazylice Świętego Piotra

Kreował 30 kardynałów, na czterech konsystorzach.